# Tongle, Guangxi
Tongle (kinesiska: 同乐苗族乡, 同乐) är en socken i Kina. Den ligger i den autonoma regionen Guangxi, i den södra delen av landet, omkring 350 kilometer norr om regionhuvudstaden Nanning. Antalet invånare är 34505. Befolkningen består av 16 535 kvinnor och 17 970 män. Barn under 15 år utgör 27,0 %, vuxna 15-64 år 63 %, och äldre över 65 år 9,0 %.
Genomsnittlig årsnederbörd är 2 073 millimeter. Den regnigaste månaden är juni, med i genomsnitt 402 mm nederbörd, och den torraste är januari, med 73 mm nederbörd.